# Світлівська сільська рада (Зав'яловський район)
Світлі́вська сільська рада (рос. Светловский сельский совет) — сільське поселення у складі Зав'яловського району Алтайського краю Росії.
Адміністративний центр та єдиний населений пункт — село Світле.

## Населення
Населення — 513 осіб (2019; 556 в 2010, 683 у 2002).